# 新堂裕彦
新堂 裕彦（しんどう やすひこ、1968年5月8日 - ）は、日本のテレビプロデューサー。毎日放送テレビ制作スポーツ局長補佐。
2016年4月からは、吉本興業と共同出資している制作プロダクション・ゾフィープロダクツ取締役常務を兼務している。大阪府大阪市出身。

## 来歴・人物
清風学園を経て、関西学院大学経済学部卒業後の1992年に毎日放送へ入社。同期入社にアナウンサーの上泉雄一・武川智美や、テレビ編成部長の井口岳洋がいる。
テレビ制作部へ配属され、深夜番組を中心に、数々のバラエティ番組でディレクターやプロデューサーを務めた。2008年8月にラジオ局へ異動後は、『こんちわコンちゃんお昼ですょ!』のディレクターを皮切りに、複数の生ワイド番組でプロデューサーを務めていた。
テレビ制作部で深夜番組『ジャイケルマクソン』、ラジオ局では『上泉雄一のFANFANレディオ』『上泉雄一のええなぁ!』『情報どっか〜んライブ!ホームランラジオ』などの番組を立ち上げた。『ジャイケルマクソン』『上泉雄一のFANFANレディオ』では、不定期で放送にも登場している。なお、2012年7月にテレビ制作2部プロデューサーへ異動し、『よしもと新喜劇』などを担当している。2018年6月21日付で制作センター2部長。2021年6月現職。
担当番組では、吉本興業所属の若手芸人をレギュラーに起用したり、他局の人気番組にちなんだコーナーを企画したりすることが多い。
横浜DeNAベイスターズのファンで、最初にテレビ制作部に在籍していた時期から、当時のエースだった三浦大輔（奈良県出身）と深く交流。プロ野球のオフシーズンには、関西ローカルでの放送でありながら、新堂が担当する複数の番組に三浦がスペシャルゲストとして出演することが恒例になっている。過去には、『痛快!明石家電視台』『ジャイケルマクソン』『こんちわコンちゃんお昼ですょ!』『上泉雄一のええなぁ!』に登場。2016年の現役引退後も、毎日放送が制作する情報・バラエティ番組へのゲスト出演を続けている。

## 担当番組

### 現在
レギュラー番組
- 痛快!明石家電視台（プロデューサー→監修→ゼネラルプロデューサー）ラジオ局への異動前にも、プロデューサー・演出を担当、2016年9月19日から監修を担当。
- ごぶごぶ（チーフプロデューサー→ゼネラルプロデューサー）
- よしもと新喜劇（プロデューサー→一時離脱→ゼネラルプロデューサー）
- 土曜のあさはほめるちゃん（企画・プロデューサー）

スペシャル番組
- らくごのお時間（チーフプロデューサー）
- 関西の素朴なギモン徹底調査 ほんなら調べました（MP）

### 過去
テレビ
- レギュラー番組
  - ココリコ海上火災（ディレクター）
  - クワンガクッ（ディレクター）
  - ジャイケルマクソン（初代プロデューサー）
  - バズ★ナイトナマー!（制作）
  - 田村淳のコンテンツHolic（制作）
  - 関西発!才能発掘TV マンモスター（制作アドバイザー）
  - アインシュタインの愛シタイン（制作）
  - かまいたちの知らんけど（制作）
  - サタデープラス（MP）
  - YUBIWAZA（制作→プロデューサー）
- スペシャル番組
  - 笑道（プロデューサー）
  - メッセンジャー&なるみの大阪ワイドショー（プロデューサー）
  - 吉本陸上競技会（プロデューサー）ラジオ局への異動前に担当した後に、2012年放送の第12回大会『吉本陸上ザ・ゴールデン2012』から復帰。など
  - 角淳一のおとなの駄菓子屋（プロデューサー）
  - 歌ネタ王決定戦（チーフプロデューサー）2016年から担当。
  - オールザッツ漫才（チーフプロデューサー→制作）2016年から担当。

ラジオ
- こんちわコンちゃんお昼ですょ!（ディレクター→プロデューサー）
- 上泉雄一のFANFANレディオ（プロデューサー）
- 上泉雄一のええなぁ!（チーフプロデューサー）
- それゆけ!メッセンジャー（プロデューサー）
- 豊島・ゴエのあさはやっ!?（チーフプロデューサー）
- MBSヤングタウン土曜日（プロデューサー兼ディレクター）
- よしもとオンライン大阪　よしもと○○同好会（プロデューサー）
- MBSうたぐみ Smile×Songs（シニアディレクター）
- 加藤ヒロユキ 音楽のソムリエ（テクニカルアドバイザー）
- MBS開局60周年アワー 音楽の時間ですょ 目指せ1179曲てアンタ!?（上泉がメインパーソナリティを務めた2010年度のナイターオフ番組、プロデューサー）
- 情報どっか〜んライブ!ホームランラジオ（2011年度のナイターオフ番組、プロデューサー）

## 関連人物
- 上泉雄一
- 武川智美
- 井口岳洋
- 三浦大輔